# Amanuensis
Een amanuensis (meervoud: amanuenses) is een assistent op natuurkundig, biologisch en/of scheikundig terrein op een school of in een laboratorium. De term kan ook naar een klerk of secretaris verwijzen.
Een amanuensis kan bijvoorbeeld op een middelbare school natuurkundige,  scheikundige of biologische proeven voorbereiden, en kan verantwoordelijk zijn voor het onderhoud van de technische hulpmiddelen en instrumenten voor natuurkundig, biologisch en scheikundig onderwijs aan die school. Een dergelijke amanuensis op school wordt ook wel een technisch onderwijsassistent (toa) genoemd.
In de Romeinse tijd betekende amanuensis klerk of secretaris (a manu = bij de hand). Thomas Hobbes was van 1618 tot 1628 de amanuensis van Francis Bacon. Michael Faraday was in 1812 de scheikundige amanuensis van Humphry Davy voor experimenten met het explosieve stikstoftrichloride. De term wordt eveneens gebruikt in muziek, voor een schrijver die annotaties maakt van hetgeen de hoofdcomponist voordraagt. In deze context wordt de term amanuensis onder meer gebruikt in de film Cloud Atlas (na 10 minuten en 15 seconden).